# 이소정 (배우)
이소정(1987년 10월 10일 ~ )은 대한민국의 배우이다.

## 학력
- 브리티시컬럼비아 대학교 경영학과

## 연기 활동

### 드라마
| 연도 | 방송 | 제목            | 역할        | 비고 |
| ---- | ---- | --------------- | ----------- | ---- |
| 2008 | SBS  | 타짜            | 유라        |      |
| 2009 | SBS  | 드림            | 제시카      |      |
| 2009 | MBC  | 지붕뚫고 하이킥 | 지훈의 후배 |      |
| 2013 | OCN  | 더 바이러스     | 전지원      |      |
| 2016 | MBC  | 가화만사성      | 이영은      |      |

### 영화
| 연도 | 제목                | 역할   | 비고 |
| ---- | ------------------- | ------ | ---- |
| 2010 | 주유소 습격사건 2   | 럭셔리 |      |
| 2010 | 뱀파이어와의 인터뷰 | 경진   |      |
| 2011 | 의뢰인              | 여배우 |      |
| 2012 | 통통한 혁명         | 도아라 |      |

### 광고
- 2003년 삼성생명
- 2006년 피죤
- 2007년 던킨도너츠
- 2007년 현대카드
- 2007년 위니아만도
- 2007년 SHOW
- 2007년 KTF
- 2008년 캐논 익서스
- 2008년 뉴트로지나
- 2009년 패밀리 포인트

## 수상
- 2015년 럭셔리 브랜드 모델 어워즈 AMA 아시아모델 스타상